# General Dewings Besøg paa Bornholm
|  | Denne artikel er oprettet af botten Steenthbot ud fra en ekstern database. Den kan derfor have sproglige fejl eller mangler. Denne skabelon kan fjernes efter kontrol af indholdet. |

General Dewings Besøg paa Bornholm er en dansk ugerevy fra 1945.

## Handling
Den britiske general Richard Dewing aflægger den 28.-29. juli 1945 et besøg på Bornholm, der på dette tidspunkt er besat af sovjetiske styrker. Han modtages bl.a. af den sovjetrussiske general Jakusjov og amtmand von Stemann. I løbet af opholdet besøger delegationen Østerlars Rundkirke i Gudhjem. De sovjetiske styrker forlader endeligt Bornholm den 5. april 1946, hvorfor bornholmerne kalder denne dag for den "endelige befrielse".